# Carmen Amaya
Carmen Amaya Amaya (Barcelona, 2 de noviembre de 1918  - Bagur, Gerona, 19 de noviembre de 1963) fue una bailaora, cantante de flamenco y actriz española, considerada la bailaora de más impacto internacional del siglo XX.

## Biografía
Nació en 1918 y se crio entre las barracas del Somorrostro de Barcelona donde vivía con su familia Amaya ("Amalla" en los documentos oficiales). El padre, José Amaya Amaya, fue “tocador de guitarra” y su madre Micaela Amaya Moreno se dedicaba a sus labores y, ocasionalmente, bailaba zambras en la intimidad familiar.La estirpe de los Amaya proviene del Sacromonte granadino 
El matrimonio Amaya Amaya tuvo, que estén registrados, siete hijos, por orden: Paco, Carmen, Antonia, Leonor, José, Antonio y María. Todos se dedicaron profesionalmente al flamenco, menos el pequeño José, del que se pierden las noticias en sus primeros años de vida. Paco fue guitarrista y Carmen, Antonia, Leonor, Antonio y María se dedicaron al baile y, esporádicamente, al cante, caso de Carmen y Leonor. La hermana de la madre, Juana Amaya, conocida como La Faraona, fue, en cambio, muy conocida por su porte estatutario y su talento al baile.
Desde pequeña se conoce con el sobrenombre de La Capitana, cuando se inició en el flamenco acompañando a su padre. Su padre Francisco Amaya, también conocido como "el Chino" fue un guitarrista pobre que se ganaba la vida tocando por las tabernas de su pueblo de noche y de día. Cuando tenía tan solo cuatro años, Carmen empezó a salir con su padre por las noches a buscarse la vida. El hombre tocaba la guitarra mientras la pequeña Carmen cantaba y bailaba. Después, se dedicaban a pasar la mano, o a recoger las monedas que el público les había arrojado al suelo.
Al mismo tiempo comenzó a aparecer en algunos teatros que carecían de prestigio alguno. Según sus propias palabras, debutó en el Teatro Español del Paralelo en la compañía de cómicos de Josep Santpere, un avispado empresario de variedades el cual fue el primero en fijarse en Carmen y llevarla a una categoría mayor, y Josep Bergés. Sin embargo, su edad era un gran inconveniente ya que esta no le permitía trabajar legalmente, y forzaba a una constante tensión, por lo que es bastante probable que la fecha de nacimiento de la artista que consta oficialmente no corresponda a la realidad según investigaciones recientes realizadas.
Probablemente, su primera actuación en un teatro fuera con la obra La Campana de Gràcia o el Fill de la Marieta (secuela de la tan coreada La Marieta de l’ull viu) estrenada el 7 de junio de 1924.
Poco tardó en dar un gran salto para actuar en París con gran éxito, en el Teatro Palace. Aprovechando su estancia en París, el director de cine Benito Perojo se fijó en el Trío Amaya (formado por Carmen, su tía Juana y su prima María) para ambientar “a lo flamenco” unas secuencias de su película La bodega. La aparición de Carmen Amaya bailando por zambra en esta película de 1929 puede considerarse el mejor documento para descartar que naciera en 1913, como se ha escrito con poco fundamento desde que murió en 1963. La niña, muy niña, que baila con su tía y su prima, no parece tener mucho más de 11 años.
Bailó desde muy joven con figuras ya muy populares y reconocidas como Raquel Meller.
La también bailaora La Chunga es prima suya.
En 1931, fue la primera vez que su nombre apareció en letra impresa, trabajando en Barcelona en el escenario de La Taurina gracias al crítico Sebastián Gasch, quien escribió un artículo en el seminario Mirador sobre Carmen muy elogioso, y le reportó reconocimiento general por su talento como bailaora. Sebastián Gasch, recordando esta actuación escribiría:

"De pronto un brinco. Y la gitanilla bailaba. Lo indescriptible. Alma. Alma pura. El sentimiento hecho carne. El "tablao" vibraba con inaudita brutalidad e increíble precisión. La Capitana era un producto bruto de la Naturaleza. Como todos los gitanos, ya debía haber nacido bailando. Era la antiescuela, la antiacademia. Todo cuanto sabía ya debía saberlo al nacer.  Prontamente, sentíase subyugado, trastornado, dominado el espectador por la enérgica convicción del rostro de La Capitana, por sus feroces dislocaciones de caderas, por la bravura de sus piruetas y la fiereza de sus vueltas quebradas, cuyo ardor animal corría pareja con la pasmosa exactitud con que las ejecutaba. Todavía están registrados en nuestra memoria cual placas indelebles la rabiosa batería de sus tacones y el juego inconstante de sus brazos, que ora levantábanse, excitados, ora desplomábanse, rendidos, abandonados, muertos, suavemente movidos por los hombros. Lo que más honda impresión nos causaba al verla bailar era su nervio, que la crispaba en dramáticas contorsiones, su sangre, su violencia, su salvaje impetuosidad de bailadora de casta"

Ya en aquella época la vio bailar Vicente Escudero, bailarín, bailaor, coreógrafo y pionero en la renovación del flamenco, leyenda del baile español, quien aseguró que Carmen Amaya haría una revolución en el baile flamenco ya que representaba la síntesis de dos grandes estilos: el de la bailaora antigua y el estilo trepidante del bailaor en sus variaciones de pies.
En 1930, formó parte de la compañía de Manuel Vallejo, actuando por toda la geografía española. A su regreso a Barcelona bailó en el Teatro Español, recomendada por José Cepero.
En 1929, actúa en los espectáculos organizados a propósito de la Exposición Internacional de Barcelona de 1929. La contrata el empresario Juan Carceller para una gira en la que recorre varias capitales, entre ellas San Sebastián, en 1935, presentándola en Madrid, Luisita Esteso, durante un espectáculo en el Coliseum. Esta actuación fue seguramente la auténtica consagración de Carmen a nivel nacional.
El mismo año, trabaja en el Teatro de la Zarzuela, con Conchita Piquer, Miguel de Molina y otros destacados artistas, y en el Fontalba. También el mundo del cine se fijó en ella y desde su primera intervención en el cine interpretando un pequeño papel en la película La hija de Juan Simón, con Angelillo, en 1935 hasta su última en Los Tarantos se descubre en su baile el valor del más puro baile flamenco. Sus películas son trascendentales, pocas veces se han creado películas en torno a un único personaje como ella y ahí es donde ha quedado para la historia el baile de una mujer que convirtió la danza flamenca en espejo para todas aquellas bailaoras que se han definido como “bailaoras de temperamento”. También, en Barcelona, participa en una revista musical.
La llegada de la II República supuso un cambio a mejor en las condiciones de vida de toda su familia, los periodistas ya hablaban de ella, su caché subía y consiguieron abandonar la barraca de la playa para trasladarse a un piso en la calle de las Tapias, en el Barrio Chino.
A partir de 1933, sus actuaciones y éxitos se suceden, ya conocida como La Capitana. Apareció brevemente en la película de José Buchs Dos mujeres y un Don Juan y compartió escenarios con las figuras más relevantes del flamenco de esa época: La Niña de los Peines, Manuel Vallejo, Manuel Torres, José Cepero, los Borrull, Pastora Imperio, Niño Ricardo, Ramón Montoya o Sabicas, que se convertiría durante muchos años en su pareja artística a la guitarra.
El despegue definitivo, a nivel nacional, se produjo en 1935, año en el que el director José Luis Sáenz de Heredia la contrató como artista invitada en la película La hija de Juan Simón y Jerónimo Mihura hizo lo propio para el cortometraje Don Viudo de Rodríguez. Instalada con su familia en Madrid, actuó en multitud de salas, como el Teatro de la Zarzuela con Concha Piquer y Miguel de Molina y en otras localidades españolas, como Huesca, Sevilla, San Sebastián o Valladolid. Su primer papel como protagonista en el cine se lo proporcionó Francisco Elías para María de la O, rodada en 1936, meses antes de dejar España, al comienzo de la Guerra Civil.

### Primeros éxitos internacionales: Sudamérica y Centroamérica (1936-1940)
El 18 de julio de 1936, recién comenzada la Guerra Civil, con el golpe de Estado, Carmen Amaya y su troupe se encontraban en el Teatro Zorrilla de gira en Valladolid con el espectáculo de Luisita Esteso, trabajando en la compañía de Carcellé, gran empresario español que se dedicaba a la organización de grandes eventos en España. Por esos momentos las cosas ya les iban bien económicamente, y habían comprado su primer coche. Tenían que ir a Lisboa para cumplir un contrato, pero el coche les fue requisado y hasta noviembre no pudieron pasar a Portugal.
De allí cruzaron la frontera hasta Portugal y, tras un breve espacio de tiempo en Lisboa, se embarcaron rumbo a Buenos Aires en el buque Monte Pascoal, que tardó quince días en cruzar el Atlántico, haciendo escalas en Brasil y Uruguay.
Coincidiendo con la temporada veraniega (austral) en Buenos Aires, su compañía fue contratada para actuar en el Teatro Maravillas, estrenando espectáculo el 12 de diciembre de 1936. El éxito fue inmediato y apabullante: centenares de funciones ininterrumpidas, todo un año en cartel con el papel vendido y su fama creciendo como la espuma. El triunfo de Carmen Amaya y los suyos superó todas las expectativas. Fueron para quedarse solo cuatro semanas y, finalmente, vivieron allí durante nueve meses, ya que cada vez que Carmen actuaba el teatro se llenaba y las entradas llegaron incluso a venderse con dos meses de antelación. Buena muestra de la enorme popularidad que la artista consiguió en este país sudamericano, es la construcción del teatro que lleva su nombre: el Teatro Amaya.
Junto a Carmen actuaron, en los primeros momentos, su padre José Amaya, El Chino, su hermano Paco y El Pelao, a la guitarra, Asunción Pastor de cancionista, y un nutrido grupo de artistas de variedades entre los que se encontraban los hermanos argentinos Marbel, mentalistas de la época, la pareja de excéntricos Hermanos Rubians o el cantaor Chato de Valencia. Meses más adelante se unieron a la compañía Los Chavalillos Sevillanos (unos jovencitos Rosario y Antonio), Ramón Montoya y, finalmente, Sabicas.
El éxito que cosechó en Argentina le permitió presentarse en otros países como Uruguay, México y Cuba. En 1939, rodó en La Habana a las órdenes de Jean Angelo el cortometraje El Embrujo del Fandango, en el que actuó con un traje de inspiración bolera de color verde que fue inmortalizado por Ruano Llopis en su famoso cuadro dedicado a “Carmen Amaya, prodigio del arte flamenco, con admiración y afecto”, en junio de 1939, en México.
En la capital mexicana debutó en el Teatro Fábregas en abril de 1939 y se mantuvo hasta agosto de ese mismo año, con incursiones en otras localidades como Guadalajara (actuó en el Teatro Tívoli el 24 de junio) o Torreón (en cuya plaza de toros actuó el 16 de julio). De enero a abril de 1940, actuó en la sala El Patio de México D.F. junto al bailarín Antonio Triana quien, según su mujer Rita de Triana, fue el intermediario entre Carmen y Sol Hurok, el mánager de estrellas norteamericano quien la anunció como "El Vesubio humano" y quien la contrató para debutar en Nueva York en 1941, donde pocas veces se encuentra en su historia que la danza y el flamenco hayan alcanzado tanto éxito como obtuvo en sus tiempos Carmen Amaya. De estos años son los elogios del director de orquesta Arturo Toscanini declarando: “nunca en mi vida he visto una bailarina con tanto fuego y ritmo y con una personalidad tan maravillosa”, o los de Leopold Stokowski: “¿qué diablo será el que lleva en el cuerpo?”
Además, parece ser que durante buena parte de aquellos años en América la bailaora mantuvo una relación sentimental con Sabicas, quien declaró poco antes de su muerte que Carmen y él habían sido novios durante nueve años, y que se habían separado en México.

### Consagración en los Estados Unidos (1941-1947)

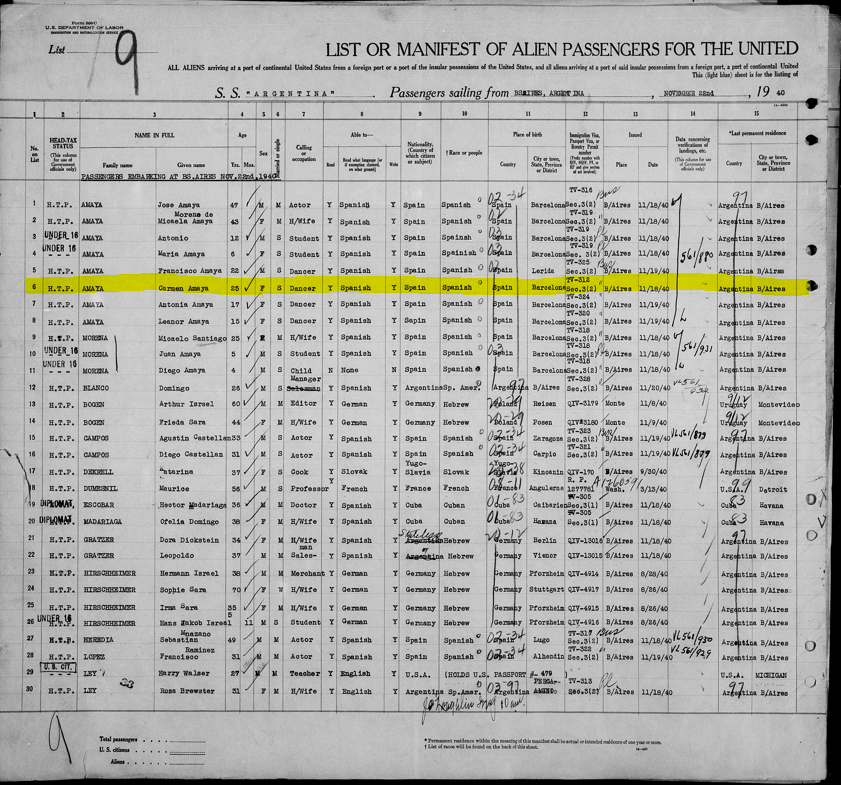
Registro llegada de Carmen Amaya y familiares a EE. UU. en 1940

En América, Carmen Amaya conoció a muchas de las personas más influyentes de su tiempo. En 1941 viaja a Nueva York, y actúa en el Carnegie Hall, en el que solo actúan artistas de prestigio principalmente con espectáculos de música o ballet clásico, en unión de Sabicas y Antonio de Triana. 
Carmen fue portada de multitud de revistas y la admiraron los más famosos astros del cine y el arte. Estuvo varias veces en Hollywood para rodar algunas películas y las personalidades más destacadas del cine, la música o la cultura quisieron verla bailar. El músico Toscanini fue un día a verla, y declaró que nunca antes había visto a una artista con más ritmo y más fuego que ella. Improvisaba continuamente, con tanta rapidez como perfección. En América conoció también a Roosevelt, el presidente de los Estados Unidos. Como anécdota se cuenta que este le regaló una chaqueta bolera con incrustaciones de brillantes tras verla actuar y la invitó a actuar en una fiesta en la Casa Blanca.
Desde 1942 en Hollywood, se convierte en una de las atracciones más grandes. Interpretó una versión de El amor brujo de Manuel de Falla, en el Hollywood Bowl, ante veinte mil personas, con la Orquesta Filarmónica. Intervino en un gran número de películas y grabó para diferentes compañías discográficas.
Vuelve a Europa y se presenta en el Teatro de los Campos Elíseos de París, para hacerlo más tarde en Londres, donde llegó a tratar con la Reina de Inglaterra, y en teatros holandeses, desde donde pasa a México y después otra vez a Nueva York y Londres, para seguir por Sudáfrica y Argentina, retornando a Europa.

### Regreso a España
Cuando Carmen Amaya volvió a España en 1947 era ya una figura mundial indiscutible. Los largos años americanos le habían servido no solo para asentar profesionalmente su arte, sino también para que su leyenda creciera imparable. Por entonces su baile era el flamenco más bravo que había subido al teatro. Pero no destacaba únicamente por su arte, también por su personalidad fascinante, que conquistaba a todos cuantos conocía, tanto por su baile como por sus imprevisibles comportamientos. Además de ser extraordinariamente generosa. Su reaparición en los escenarios fue en el Teatro Madrid con el espectáculo Embrujo español.
Obtiene un resonante éxito en el Princess Theatre londinense en 1948, y en su siguiente gira por América, recorre Argentina en 1950. Al año siguiente vuelve a bailar en España, presentándose en el Teatro Tívoli de Barcelona, después de varias actuaciones en Roma. Continúa actuando en Madrid, París, Londres, y diversas ciudades de Alemania, Italia y otros países europeos. En Londres, le felicita la reina inglesa, y aparece en la prensa una fotografía con el siguiente texto: «Dos reinas frente a frente». La Europa del norte, Francia, España, Estados Unidos, México y América del Sur son los itinerarios que sigue con su elenco en los años siguientes. 
En 1951, se casó con el guitarrista Juan Antonio Agüero, miembro de su compañía, un hombre perteneciente a una distinguida familia de Santander, que no era gitano. Vivieron una auténtica historia de amor, con una boda íntima. En el año 1959, Carmen vivió otro de los momentos más emocionantes de su vida, cuando se celebró la ceremonia de inauguración de la fuente a la que habían puesto su nombre en el Paseo Marítimo de Barcelona, que atraviesa el barrio de Somorrostro, los mismos lugares y la misma fuente por donde ella había paseado muchos años antes, con los pies descalzos y arrastrando sus miserias de niña.
En 1959, alcanza un gran triunfo en el Westminster Theatre de Londres y en el Teatro de La Zarzuela de Madrid, inaugurándose en Barcelona la Fuente de Carmen Amaya en su antiguo barrio del Somorrostro, en medio del homenaje popular; con este motivo se celebró una función benéfica en el Palacio de la Música Catalana.
Su enfermedad se vio agravada por el rodaje de su última película, Los Tarantos, de Rovira-Beleta (1963). A pesar de los inconvenientes, Carmen lo sobrellevó con gran entereza, y al acabar el rodaje de la película, iniciaron la gira de verano. Cuando actuó por última vez en Madrid, Carmen Amaya estaba ya enferma de muerte. Finalmente, su enfermedad le impide continuar, afectada por una especie de insuficiencia renal que le impedía eliminar debidamente las toxinas que su cuerpo acumulaba. Los médicos no pudieron encontrar ninguna solución a su problema. El 8 de agosto de 1963, cuando estaba trabajando en Gandía, Carmen no llegó a terminar su actuación. Estaba bailando uno de sus números, cuando de pronto le dijo a Batista: «Andrés, terminamos».

### Fallecimiento
Los últimos diez años de su vida los vivió rodeada de gente. No solo por su público, sino por quienes trabajaban con ella. Su genio era instintivo, animal, tenía poco que ver con los aprendizajes académicos. 
Su muerte, de una enfermedad renal a los 45 años, constituyó una gran aflicción para todo el mundo flamenco, siéndole otorgada la Medalla del Mérito Turístico de Barcelona, el Lazo de Dama de la Orden de Isabel la Católica y el título de Hija Adoptiva de Bagur.
Su entierro convocó a un gran número de personas gitanas y no gitanas de Cataluña así como de distintos puntos del resto de España y Francia. 
En el año 1964, los maestros León y Solano compusieron la copla Aquella Carmen dedicada a la memoria de Carmen Amaya, que decía: «Se murió Carmen Amaya, y España entera lloró».
En 1988,el Tablao de Carmen se fundó en el Pueblo Español como homenaje a Carmen Amaya en el mismo lugar donde bailó para el rey de España, AlfonsoXIII, durante la inauguración de la Exposición Internacional de 1929. El Tablao de Carmen expone parte del legado fotográfico de Carmen Amaya. La guitarra de su marido Juan Antonio Agüero (1930, por Santos Hernández) forma parte del patrimonio de la familia fundadora del Tablao y se toca en él en ocasiones especiales.

### Medallas y reconocimientos
Su fallecimiento constituyó una gran aflicción para todo el mundo flamenco, siéndole otorgada la Medalla del Mérito Turístico de Barcelona, el Lazo de Isabel la Católica y el título de Hija Adoptiva de Bagur. Su entierro convocó a un gran número de gitanos de distintos puntos de España e incluso de Francia. 
Enterrada en Bagur, donde vivió sus últimos días, sus restos fueron trasladados en el año 1970 al cementerio de Ciriego de Santander, donde descansan en el panteón de la familia de su marido, el guitarrista Juan Antonio Agüero.
Tres años después de su defunción, en 1966, se inauguró su monumento en el Parque de Montjuic de Barcelona, y en Buenos Aires le fue dedicada una calle, mientras que en Madrid, en el Tablao Los Califas, se le tributó un homenaje en el que intervinieron entre otros artistas Lucero Tena. También en 1970, se le rindió homenaje en Llafranch (Gerona). 
La personalidad de Carmen Amaya ha sido glosada por diversos críticos, flamencólogos y escritores, así como por los poetas, entre ellos Fernando Quiñones, autor del poema Soneto y letras en vivo para Carmen Amaya. De estos comentarios transcribimos una selección: Vicente Marrero:

«En Carmen Amaya puede verse la asombrosa convicción con que a veces suele danzar. Gitanilla desgarbada, flaca, menuda, casi incorpórea. morena, con cara de ídolo trágico y remoto, pómulos asiáticos, de ojos largos cargados de presagios, brazos retorcidos, nerviosa desgreñada como un bicho malo, mimbreña y violenta. Con su repajolera gracia gitana, no es sólo una millonaria más de Norteamérica, sino una de nuestras grandes bailarinas, que ha acertado, pese a algunos efectos no siempre de buen gusto, con el secreto de la danza y su baile no puede explicarse a la luz de ninguna técnica; nació con el baile dentro, un baile hecho de oro añejo. Carmen Amaya, que éste es su nombre, no es una mujer diferente en cada uno de sus bailes, como suele suceder con otras grandes figuras de la danza.»

## Estilo de baile
El flamenco, claramente vinculado a la sociedad gitana española desde finales del siglo XVIII, se había atenido a unos roles de género. El papel del hombre y el de la mujer han estado claramente diferenciados en muchos aspectos. Desde la mayor presencia masculina en las expresiones artísticas flamencas de finales del XVIII, principios del XIX, hasta la clasificación de palos más propios de hombre o de mujer e incluso de bailes propios de un género u otro.
Carmen revolucionó el baile que se hacía en ese momento. Fue el comienzo de una nueva escuela, una manera diferente de bailar para la mujer.
La aparición de Carmen Amaya supuso un punto de inflexión en el baile flamenco en general, y en el baile de mujer en particular. Revolucionó la forma de baile generalizada hasta la fecha, en la que la mujer se lucía básicamente con marcajes, desplazamientos, quiebros y braceos y el zapateado quedaba relegado al uso de técnicas muy simples (tanto rítmicas como de ejecución) y apenas se usaba como adorno y en los finales.
Carmen rompió estos esquemas ofreciendo un baile propio, en el que los gestos y marcajes no obedecían a figuras estéticas sino a las emociones que experimentaba la bailaora, la fuerza y libertad que primaban en cualidades reservadas hasta el momento para el hombre así como el carácter propio del palo que interpretaba. Una de las formas de expresión de ese genio fue (y es) sin duda, la fuerza expresiva y rítmica de su zapateado. Sus bailes incorporaban una o dos letras pero el gran protagonismo lo tenían las escobillas en las que derrochaba toda su gran riqueza rítmica y el indudable virtuosismo de su zapateado, tanto por las técnicas como por la velocidad. Además el baile a veces era interpretado con pantalón, en lugar de vestido. Esa forma de bailar única, pues llevaba un sello absolutamente personal de reconocimiento y lucha, dejó huella en una generación de bailaoras que se iniciaban en el momento de más esplendor de Carmen: la Singla, la Chunga, Juana Ximenis, la Chana...
Fue una artista genial, de inimitable estilo, dinamismo fulminante y temperamento personalísimo, son inolvidables sus alegrías, zapateados, fandangos, soleares y bulerías. De ella dijo Vicente Escudero: “La vida de Carmen ha sido pura leyenda y todo el mundo debería haberla visto bailar por lo menos una vez. Ha sido una bailaora única por su electricidad, por el genio y la rabia de sus figuras”. Y el gran Antonio corroboró: “La mejor. No habrá nunca otra como ella”.
Con su forma de bailar, Carmen Amaya demostraba que para ella el flamenco era sentimiento, alma y pasión. Su baile parecía surgir de rabia y violencia contenidas, lo que hacía que lo ejecutase con una velocidad y fuerza asombrosas. Hoy sigue siendo modelo de una forma de entender el baile y el flamenco.
Actualmente, el legado de Carmen Amaya sigue vigente. Baile de fuerza y de compás, intensidad y poder. Una forma de expresión que rompió con la dulzura del baile flamenco que había dominado hasta entonces.

## Filmografía
Carmen Amaya ha sido la encarnación del baile flamenco por excelencia. Su baile ha quedado reflejado en una gran cantidad de películas.
- 1929 - La bodega. (Primera aparición en el cine, siendo niña).
- 1934 - 2 mujeres y 1 Don Juan.
- 1935 - La hija de Juan Simón.[24] (Carmen Amaya baila sobre una mesa, con castañuelas).[25]
- 1935 - Don Viudo de Rodríguez.
- 1936 - María de la O.[26] (Carmen Amaya es la protagonista).[27]
- 1939 - El Embrujo del Fandango.[28] (Cortometraje rodado en Cuba).
- 1941 - Original Gypsy dances.
- 1942 - Aires de Andalucía.
- 1942 - Panama Hattie.
- 1944 - Knickerbocker Holiday (Pierna de Plata).
- 1944 - Follow The Boys (Sueños de Gloria).
- 1945 - Los amores de un torero. (Largometraje rodado en México).[29]
- 1945 - See My Lawyer (Entiéndase con mi abogado).
- 1953 - Quand te tues-tu?
- 1954 - Dringue, Castrito y la lámpara de Aladino.
- 1955 - Música en la Noche.
- 1963 - Los Tarantos. (Su última película, en color, con secuencias inolvidables como el baile por bulerías).[30]